# Marco Angulo
Marco Angulo (Esmeraldas, 2002. május 8. – Quito, 2024. november 11.) ecuadori válogatott labdarúgó, posztját tekintve középpályás.

## Pályafutása

### Klubcsapatokban
Angulo az ecuadori Esmeraldas városában született. Az ifjúsági pályafutását a Rocafuerte csapatában kezdte, majd az Independiente akadémiájánál folytatta.
2021-ben mutatkozott be az Independiente első osztályban szereplő felnőtt keretében. 2023. január 31-én hároméves szerződést kötött az észak-amerikai első osztályban érdekelt Cincinnati együttesével. Először a 2023. március 5-ei, Orlando City ellen 0–0-s döntetlennel zárult mérkőzés 90+2. percében, Luciano Acosta cseréjeként lépett pályára.

### A válogatottban
Angulo az U17-es és az U20-as korosztályú válogatottakban is képviselte Ecuadort.
2022-ben debütált a felnőtt válogatottban. Először a 2022. november 12-i, Irak ellen 0–0-s döntetlennel zárult mérkőzés félidejében, Jhegson Méndezt váltva lépett pályára.

## Magánélete
2022. november 28-án közúti baleset részese volt Guayaquilban, amelyben a jármű vezetője – akinél utasként tartózkodott – életét vesztette. 2024. október 7-én újabb balesetet szenvedett, amelyben egy barátja és Roberto Cabezas, az Independiente Juniors játékosa meghalt. Angulo súlyos sérüléseket szenvedett; 2024. november 11-én, egy quitói kórházban hunyt el.

## Statisztika

### Klubcsapatokban
2023. június 4. szerint
| Klub                    | Szezon           | Liga             | Bajnokság | Bajnokság | Kupa  | Kupa  | Nemzetközi | Nemzetközi | Összes | Összes |
| Klub                    | Szezon           | Liga             | Mérk.     | Gólok     | Mérk. | Gólok | Mérk.      | Gólok      | Mérk.  | Gólok  |
| ----------------------- | ---------------- | ---------------- | --------- | --------- | ----- | ----- | ---------- | ---------- | ------ | ------ |
| Independiente del Valle | 2021             | Serie A          | 1         | 0         | 0     | 0     | —          | —          | 1      | 0      |
| Independiente del Valle | 2022             | Serie A          | 24        | 1         | 9     | 1     | 10         | 1          | 43     | 3      |
| Independiente del Valle | Összesen         | Összesen         | 25        | 1         | 9     | 1     | 10         | 1          | 44     | 3      |
| Cincinnati              | 2023             | MLS              | 12        | 0         | 3     | 0     | —          | —          | 15     | 0      |
| Karrier összesen        | Karrier összesen | Karrier összesen | 37        | 1         | 12    | 1     | 10         | 1          | 59     | 3      |

### A válogatottban
| Válogatott | Év       | Mérk. | Gólok |
| ---------- | -------- | ----- | ----- |
| Ecuador    | 2022     | 1     | 0     |
| Ecuador    | 2023     | 1     | 0     |
| Ecuador    | 2024     | 1     | 0     |
| Összesen   | Összesen | 3     | 0     |

## Sikerei, díjai
Independiente Youth
- U20 Copa Libertadores-győztes: 2020

 Independiente
- Ecuadori bajnok: 2021
- Copa Sudamericana-győztes: 2022
- Ecuadori kupagyőztes: 2022

 Cincinnati
- Supporters' Shield-győztes: 2023